# Alfred Rahlfs
Alfred Rahlfs (29 de mayo de 1865-8 de abril de 1935) nació en Linden, Hanóver, Alemania. Estudió teología protestante, filosofía y lenguas orientales en Halle y Gotinga, donde obtuvo su doctorado en 1881. Su carrera profesional se profundizó en Gotinga, en donde fue un Inspector (desde 1888), Profesor privado (desde 1891), Extraordinario (desde 1914), y profesor del Antiguo Testamento (desde 1919). Se retiró en 1933 y falleció en Gotinga.
Influenciado por su profesor Paul de Lagarde, el interés académico de Rahlfs se enfocó en la Septuaginta, la traducción griega de la Biblia hebrea. Junto con Rudolf Smend y otros, Rahlfs fue responsable de la creación de la Septuaginta-Unternehmen de la Göttinger und Berliner Akademien der Wissenschaften (Academias de Ciencias Gotinga y Berlín) en 1907, la cual dirigió entre 1908 y 1933. Su meta personal, y la de la Unternehmen, era la reconstrucción del texto original de la Septuaginta. La difícil situación económica durante los años de alta inflación en Alemania fue, sin lugar a dudas, parcialmente responsable de que Rahlfs únicamente editara —aparte de su edición manual preliminar de la Septuaginta, aparecida el año en que murió— un volumen crítico (Psalmi cum Odis, Salmos con Odas) y dos volúmenes delgados sobre el Libro de Rut y el Génesis. 

## Biografía selecta
- Alfred Rahlfs, Septuaginta-Studien, 3 vols., Gotinga: Vandenhoeck & Ruprecht, 1904-11.
- Alfred Rahlfs, Verzeichniz der griechischen Handschriften des Alten Testaments, für das Septuaginta-Unternehmen, Göttingen 1914.
- Alfred Rahlfs (ed.), Das Buch Rut griechisch als Probe einer kritischen Handausgabe der LXX, Stuttgart: Privileg. Württ. Bibelanstalt, 1922.
- Alfred Rahlfs (ed.), Genesis, Septuaginta: Vetus Testamentum graecum I, Stuttgart: Privilegierte Württembergische Bibelanstalt, 1926.
- Alfred Rahlfs (ed.), Psalmi cum Odis, Septuaginta: Vetus Testamentum graecum X.1, Göttingen : Vandenhoeck & Ruprecht, 1931.
- Alfred Rahlfs (ed.), Septuaginta: id est Vetus Testamentum graece iuxta LXX interpretes, 2 vols., Stuttgart: Privileg. Württenbergische Bibelanstalt, 1935.

- Datos: Q91042
- Multimedia: Alfred Rahlfs / Q91042